# Punkmotocross??
Punkmotocross?? è il secondo album della band I Medusa, di Torino.

## Il disco
A differenza del precedente e del successivo, questo viene pubblicato dall'Extra Label, la stessa etichetta di Caparezza, presente in questo disco in due canzoni: "Il mio gatto" e "Papà Diegone". La decima traccia dell'album "F.O.P." è l'acronimo di Fonzie of Palera; Palera è la frazione di Moncalieri dove vivono quasi tutti i componenti del gruppo. L'album consiste in 15 tracce sostanzialmente punk rock con venature pop.Anche in questo album è presente una cover ossia Pasticcio in paradiso, lato B del singolo Pregherò di Adriano Celentano. Dall'album sono stati girati i video delle canzoni Sistemato e Mexico. Il video di Sistemato è stato girato da Riccardo Struchil e consiste nel live della band all'Hiroshima Mon Amour di Torino. Il video di Mexico è stato girato da Adal Comandini.

## Tracce
1. Amici miei (supercazzola version)
2. Essere
3. Un giorno di sole
4. Pasticcio in paradiso (cover Adriano Celentano)
5. Il mio gatto
6. Figa
7. Buon compleanno
8. Mexico
9. Papà Diegone
10. F.O.P.
11. Guarda un po' più su
12. Oggi
13. Sistemato
14. Punkmotosession

## Formazione
- Diegone - voce e chitarra
- Mo'ff - basso
- Maggio - basso e chitarra
- Ea - batteria

## Altri
- Caparezza - voce su "Papà Diegone" e "Il mio gatto"
- Claudio Mantovani - arrangiamenti orchestrali su "Papà Diegone"[3]